# Конте, Абду
 Абду Кабри Конте (порт. Abdu Cadri Conté, род. 24 марта 1998, Гвинея-Бисау) — португальский футболист, нападающий клуба «Труа».

## Клубная карьера
Конте — воспитанник клубов «Дамаэнсе» и «Спортинг». 7 января 2017 года в матче против дублёров «Браги» он дебютировал в Сегунда лиге за дублирующий состав «львов». Летом 2019 года Конте перешёл в «Морейренсе». 23 августа в матче против «Витории Сетубал» он дебютировал в Чемпионате Португалии. В 2022 году Конте перешёл во французский «Труа». 16 января в матче против «Олимпик Лион» он дебютировал в Лиге 1. 9 октября в поединке против «Ниццы» Абду забил свой первый гол за «Труа».
В 2024 году Конте на правах аренды перешёл в швейцарский «Янг Бойз». 17 августа в поединке Кубка Швейцарии против «Принт-Ненда» Абду дебютировал за основной состав. 22 сентября в матче против «Винтертура» он дебютировал в швейцарской Суперлиге. По окончании аренды игрок вернулся в «Труа».

## Международная карьера
В 2017 году в юношеской сборной Португалии Конте завоевал серебряные медали юношеского чемпионата Европы в Грузии. На турнире он сыграл в матчах против команд Грузии, Чехии, Швеции, Нидерландов и Англии.
В 2021 году в составе молодёжной сборной Португалии Конте участвовал в чемпионате Европы среди молодёжных команд до 21 года в Венгрии и Словении. На турнире он сыграл в матчах против Испании и Германии.